# Tetropium velutinum
Tetropium velutinum är en skalbaggsart som beskrevs av Leconte 1869. Tetropium velutinum ingår i släktet Tetropium och familjen långhorningar. Inga underarter finns listade i Catalogue of Life.